# Cochlonema pumilum
Cochlonema pumilum är en svampart som beskrevs av Drechsler 1939. Cochlonema pumilum ingår i släktet Cochlonema och familjen Cochlonemataceae.   Inga underarter finns listade i Catalogue of Life.